# McFadden Act
Le 25 février 1927, le président Coolidge approuve le McFadden Act. L'initiateur principal de la loi était le Controller of the Currency Henry M. Dawes (en) et elle avait été présentée au Congrès par Louis Thomas McFadden le 11 février 1924. Le McFadden Act avait pour objectif de favoriser la compétition entre les banques nationales en interdisant spécifiquement la création de filiales bancaires inter-étatiques. Cette loi a été depuis amendée, notamment par le Riegle-Neal Interstate Banking and Branching Efficiency Act en 1994.
La régulation bancaire de l'après crise de 1929 passe par la mise en place d'une vaste réforme bancaire initiée par Roosevelt. Cette réforme, outre l'adoption du Glass-Steagall Act (séparation de la banque de dépôt et de la banque d'investissement), et la mise en place de la Règlementation Q (règlementation de la rémunération des dépôts afin d'éviter une concurrence acharnée entre les différents établissements bancaires), passe également par l'adoption du Mac Fadden Act qui est une loi stipulant qu'une banque ne peut pas être présente dans plus de deux états à la fois. C'est, avec la règlementation Q, un moyen efficace de réguler la concurrence afin qu'elle soit la plus saine possible.